# Egyesült Románia Párt
Az Egyesült Románia Párt (románul: Partidul România Unită) nevű jobboldali pártot Bogdan Diaconu, a Szociáldemokrata Párt kilépett képviselője alapította 2015-ben. A párt a „nemzeti demokráciára”, a román történész és politikus Nicolae Iorga elméletére épül, és támogatja a társadalmi igazságosságot, gazdasági protekcionizmust, a román nacionalizmust és a korrupcióellenességet; ugyanakkor ellenzi az illegális bevándorlást, az azonos neműek házasságát, az euró bevezetését és a Transzatlanti kereskedelmi és beruházási partnerséget.

## Választási eredmények
Az Egyesült Románia Párt 2,95 százalékot kapott a szenátusi választásokon, ezzel nem jutott be, a képviselőházban pedig 2,79 százalékot kapott, ezzel nem jutott be a romániai parlamentbe.